# Takeo Fujisawa
Takeo Fujisawa (Kyushu, 10 de dezembro de 1910 – Tóquio, 30 de abril de 1988) foi um empresário japonês, conhecido por ser o co-fundador da Honda Motor Company. Ao lado de Soichiro Honda, ele desempenhou um papel crucial na transformação da Honda de uma modesta fabricante de motocicletas para uma das maiores fabricantes de automóveis do mundo.

## Biografia
Takeo Fujisawa nasceu em Kyushu, Japão, em 1910. Antes de se unir a Soichiro Honda em 1945, ele trabalhou em empresas de papel e borracha. A parceria entre Fujisawa e Honda começou em 1948 com a fundação da Honda Motor Company. Enquanto Honda se concentrava em engenharia e desenvolvimento de produtos, Fujisawa se destacava nos aspectos de marketing e finanças da empresa.

## Contribuições para a Honda
Fujisawa foi a mente por trás de várias decisões estratégicas na Honda. Ele liderou a expansão da empresa no mercado norte-americano e diversificou a linha de produtos para incluir automóveis, além de motocicletas. Sua visão também esteve por trás do desenvolvimento do modelo Honda Cub, que se tornou um ícone global.

## Legado
O legado de Fujisawa na indústria automobilística é notável. Sua abordagem inovadora em negócios e marketing foi fundamental para estabelecer a Honda como uma marca global. Mesmo após sua aposentadoria em 1973, suas estratégias e filosofias continuam influenciando a empresa e o setor automobilístico.